# Virslīga 2015
In 2015 werd het 41ste voetbalseizoen gespeeld van de Letse Virslīga. De competitie werd gespeeld van 13 maart tot 7 november. FK Liepāja werd kampioen.

## Eindstand
| Plaats | Club                           | Wed.        | W           | G           | V           | Saldo       | Ptn.        |
| ------ | ------------------------------ | ----------- | ----------- | ----------- | ----------- | ----------- | ----------- |
| 1.     | FK Liepāja                     | 24          | 15          | 7           | 2           | 48-23       | 52          |
| 2.     | Skonto Riga (1)                | 24          | 13          | 6           | 5           | 42-23       | 45          |
| 3.     | FK Ventspils                   | 24          | 11          | 10          | 3           | 39-16       | 43          |
| 4.     | FK Jelgava                     | 24          | 11          | 8           | 5           | 26-17       | 41          |
| 5.     | FK Spartaks Jūrmala            | 24          | 5           | 6           | 13          | 20-36       | 21          |
| 6.     | BFC Daugavpils                 | 24          | 2           | 8           | 14          | 14-37       | 14          |
| 7.     | FS Metta/Latvijas Universitāte | 24          | 3           | 3           | 18          | 19-56       | 12          |
|        | FB Gulbene (2)                 | Uitgesloten | Uitgesloten | Uitgesloten | Uitgesloten | Uitgesloten | Uitgesloten |

(1): Skonto FC kreeg geen licentie voor het volgend seizoen en degradeerde.

(2): FB Gulbene werd na negen speeldagen uit de competitie gezet op verdenking van omkoping, alle resultaten werden geschrapt.
|  | Kampioen, geplaatst voor tweede voorronde UEFA Champions League 2016/17 |
|  | Geplaatst voor eerste voorronde UEFA Europa League 2016/17              |
|  | Deelname Promotie/Degradatie play-off                                   |
|  | Degradatie                                                              |

## Promotie/Degradatie play-off
| Team #1     | Tot.  | Team #2               | 1ste wed | 2de wed |
| ----------- | ----- | --------------------- | -------- | ------- |
| FS Metta/LU | 9 - 3 | Valmiera Glass FK/BSS | 3 - 1    | 6 - 2   |

## Kampioen
| Virslīga 2015               |
| Letland                     |
| --------------------------- |
| LIEPĀJA Kampioen (1° titel) |

## Topschutters
|   | Naam                  | Club         | Doelpunten |
| - | --------------------- | ------------ | ---------- |
| 1 | Dāvis Ikaunieks       | FK Liepāja   | 15         |
| 2 | Vladislavs Gutkovskis | Skonto FC    | 10         |
| 2 | Ndue Mujeci           | FK Ventspils | 10         |
| 4 | Ģirts Karlsons        | FK Ventspils | 8          |
| 4 | Andrejs Kovaļovs      | Skonto FC    | 8          |